# Prisciano
Priscianus Caesariensis, conhecido por Prisciano, fl. em 500 d.C. tendo sido um gramático latino e o autor de Institutiones Grammaticae que foi o manual básico para o estudo do latim durante a Idade Média e que também proporcionou a matéria-prima para o campo da gramática especulativa dos Modistas.

## Vida
Os detalhes da vida de Prisciano são em grande medida desconhecidos. Nasceu e cresceu na cidade norte-africana de Cesareia (a moderna Cherchell, na Argélia), a capital da província romana de Mauritânia Cesariense. De acordo com Cassiodorus, Prisciano ensinou Latim em Constantinopla no início do século VI. Nas suas obras de menor importância conta-se um panegírico ao imperador bizantino Anastácio I (491–518) escrito cerca de 512, o que permite estabelecer a época em que viveu. Além disso, as cópias manuscritas do seu Institutiones Grammaticae contêm uma nota para assinalar que a obra foi copiada (526, 527) por Flavius Theodorus, um funcionário na secretaria imperial.

## Institutiones Grammaticae

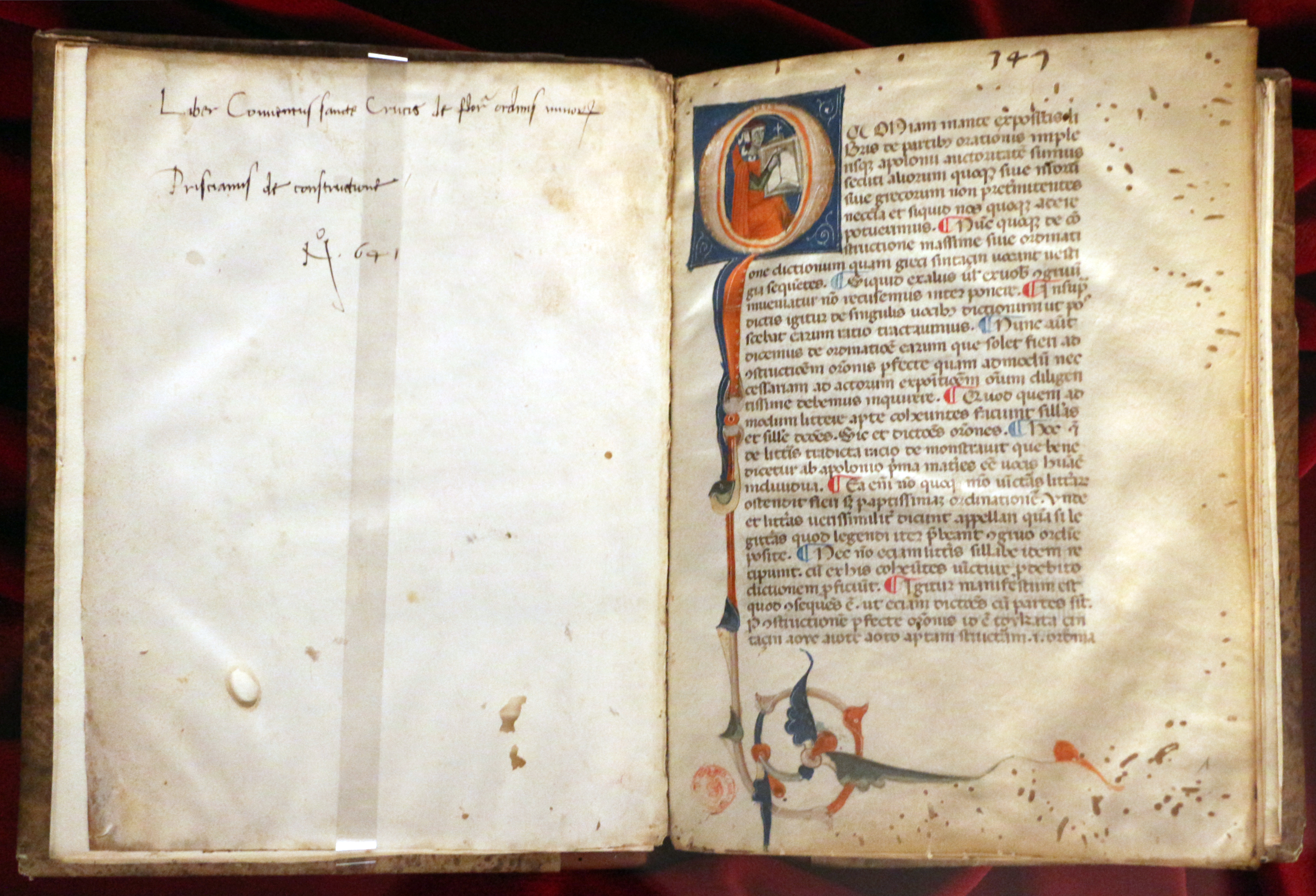
Institutiones Grammaticae, 1290 circa, Biblioteca Medicea Laurenziana, Florence

A obra mais famosa de Prisciano, Institutiones Grammaticae, é uma exposição sistemática da gramática do latim. A dedicatória da obra a Juliano provavelmente indica um cônsul ou um patrício, não o autor de Novellae que é um conhecido epítome de Justiniano, que viveu um pouco mais tarde do que Prisciano. A gramática está dividida em dezoito livros, dos quais os primeiros dezasseis tratam principalmente dos sons, da formação de palavras e inflexões e os dois últimos, que constituem entre um quarto e um terço do todo, tratam da sintaxe.
A gramática de Prisciano é baseada nas obras anteriores de  Herodiano e Apolónio Díscolo. Os exemplos que inclui para ilustrar as regras preservam numerosos fragmentos de autores latinos que de outra forma teriam sido perdidos, incluindo Quinto Ênio, Marco Pacúvio, Accius, Lucilius, Catão, o Velho e Marco Terêncio Varrão. Mas os autores que ele cita com mais frequência são em primeiro lugar Virgílio e a seguir Terêncio, Cícero e Plauto; depois Lucano, Horácio, Juvenal, Salústio, Estácio, Ovídio, Tito Lívio e Pérsio.
A gramática foi citada por vários escritores do século VIII — Adelmo, Beda e Alcuíno de Iorque — e foi resumida ou largamente utilizada no século seguinte por Rábano Mauro de Fulda e Lupo Servato de Ferrières.
Existe cerca de um milhar de manuscritos elaborados a partir da cópia de Theodorus. Muitas das cópias contêm apenas os livros I–XVI que são por vezes designados por Priscianus Major (Principal de Prisciano). Outras contêm apenas os livros XVII e XVIII juntamente com os três livros dedicados a Symmachus; Estes são conhecidos como a sua obra  De Constructione (Em Construção) ou o Priscianus Minor (Secundário de Prisciano). Alguns manuscritos contêm ambas as partes. Os manuscritos mais antigos são do século IX embora alguns fragmentos sejam ainda anteriores.

## Outras obras
Nas obras menos importantes de Prisciano contam-seː
- Três tratados dedicados a Symmachus (o sogro de Boécio): sobre os pesos e as medidas; sobre a métrica de Terêncio; e a Praeexercitamina, a tradução para latim dos exercícios de retórica em grego de Hermógenes;
- De nomine, pronomine, et verbo ("Sobre nomes, pronomes e verbos"), um resumo de parte de Institutiones para ensino da gramática nas escolas;
- Partitiones xii. versuum Aeneidos principalium que é outro auxiliar de ensino que utiliza perguntas e respostas para dissecar as primeiras linhas de cada um dos doze livros de Eneida. Primeiramente é analisada a métrica, e depois cada verso e cada palavra são cuidadosamente e instrutivamente examinados;
- O poema sobre Anastasius já referido em 312 hexâmetros com uma breve introdução iâmbica;
- Uma tradução em verso com 1087 hexâmetros de Periegesis de Dionísio Periegeta que é uma descrição geográfica do mundo conhecido pelos gregos de então.

## Legado
A sua obra De Constructione, os livros XVII e XVIII de Institutiones Grammaticae, fazia parte do âmago do Currículo da Universidade de Paris no século XIII e das lições de Roger Bacon para o estudo que provavelmente deu origem ao seu Summa Grammatica onde está exposta a ideia de uma Gramática universal.
Dante coloca Prisciano no Inferno entre os sodomitas.

## Edições
- Prisciani caesariensis grammatici opera,  editado por August Krehl. Lipsiae: Weidmann, 1819-20.
- Prisciani institutionum grammaticalium librorum I-XVI, indices et concordantiae, editado por Cirilo Garcia Roman, Marco A. Gutierrez Galindo. Hildesheim, New York: Olms-Weidmann, 2001, ISBN 978-3-487-11308-1
- Prisciani institutionum grammaticalium librorum XVII et XVIII, indices et concordantiae, editado por Cirilo Garcia Roman, Marco A. Gutierrez Galindo, Maria del Carmen Diaz de Alda Carlos. Hildesheim, New York: Olms-Weidmann, 1999, ISBN 978-3-487-10791-2
- Prisciani Caesariensis opuscula. Edição crítica de Marina Passalacqua com comentários em italiano. Roma: Edizioni di storia e letteratura, 1987 (vol. I: De figuris numerorum. De metris Terentii. Praeexercitamina; vol. II: Institutio de nomine et pronomine et verbo partitiones duodecim versuum aeneidos principalium)

## Leituras adicionais
- M. Baratin, B. Colombat, L. Holtz, (eds). 2009. Priscien. Transmission et refondation de la grammaire, de l'antiquité aux modernes, Brepols Publishers. ISBN 978-2-503-53074-1.
- Luhtala, Anneli. 2005. Grammar and Philosophy in Late Antiquity. A Study of Priscian's Sources. John Benjamins. Series: Studies in the history of the language sciences; 107, ISBN 978-9-027-27512-7